# Афинский железнодорожный музей
Железнодорожный музей Афин (Греция) был основан в 1978 году Организацией железных дорог Греции. Расположен на улице Сиоку. В музее хранится коллекция экспонатов, относящихся к истории греческого железнодорожного транспорта. В марте 2019 года музей был закрыт, открытие ожидается в 2020 году по новому адресу.
В числе экспонатов:
- Паровозы, начиная с 1884 года
- Старые вагоны, в том числе вагон для курения султана Абдул-Азизa
- Паровозы для шахт
- Старые афинские трамваи
- Различные дрезины
- Различные билеты, инструменты и униформа XIX века

## Галерея

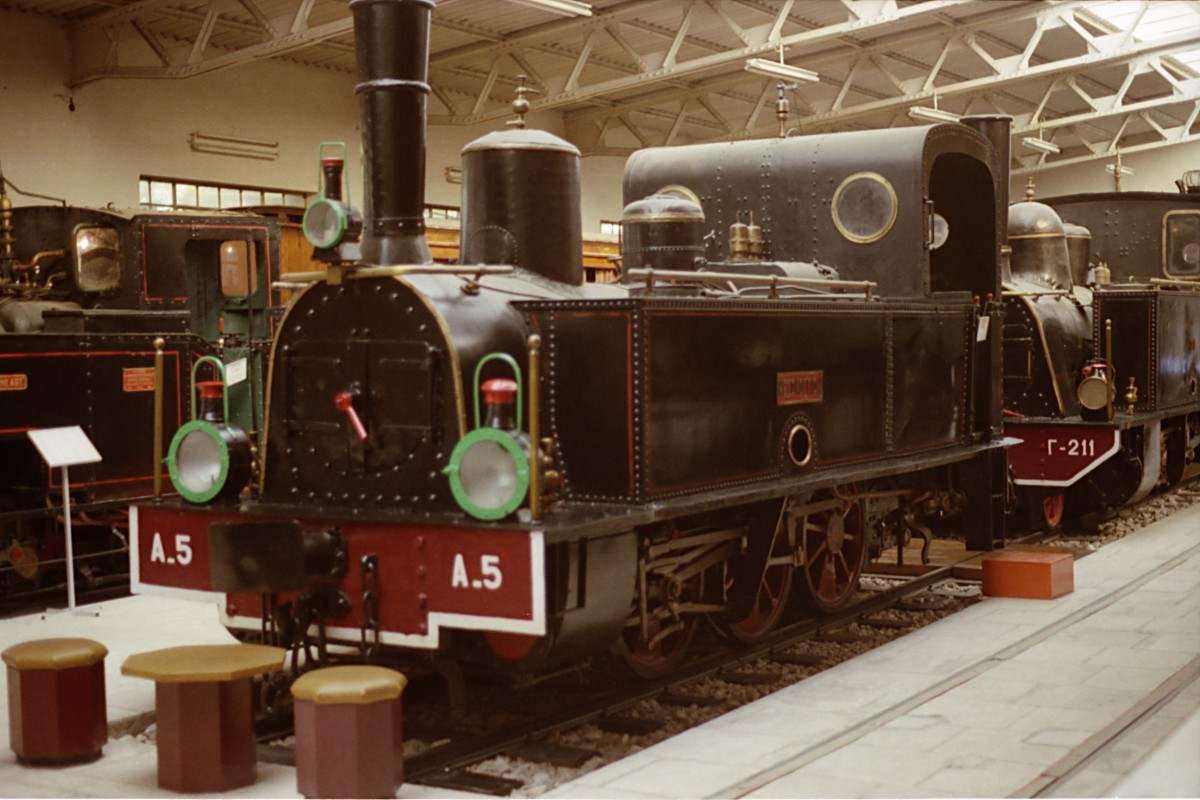
Один из экспонатов музея
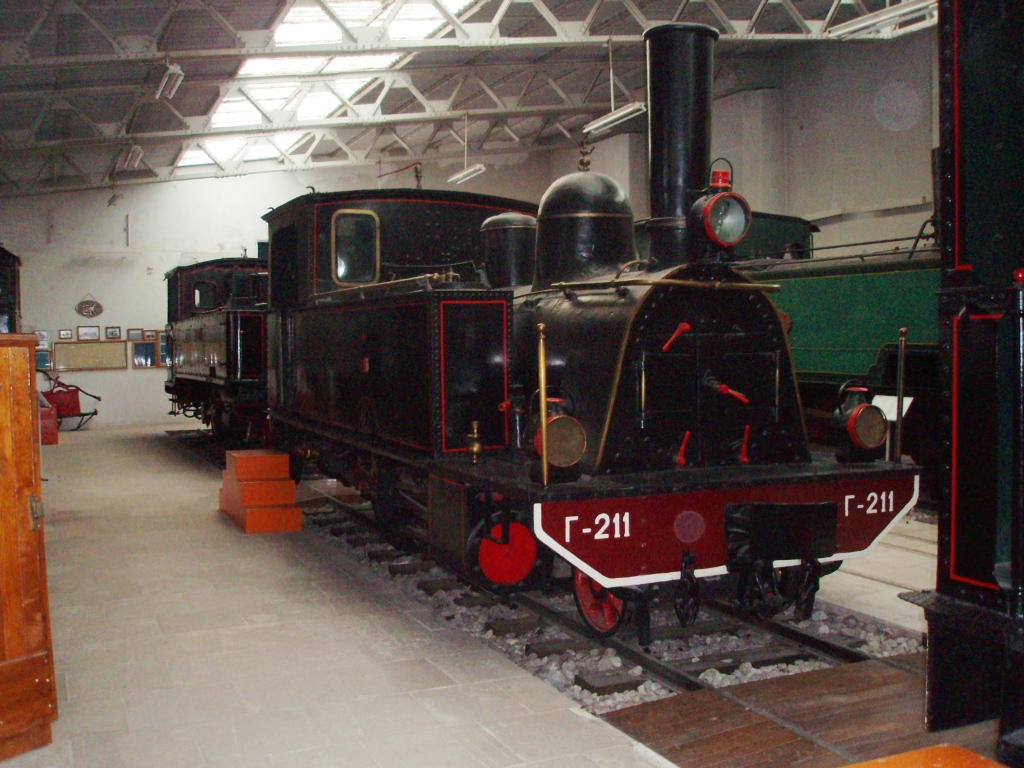
Один из экспонатов музея
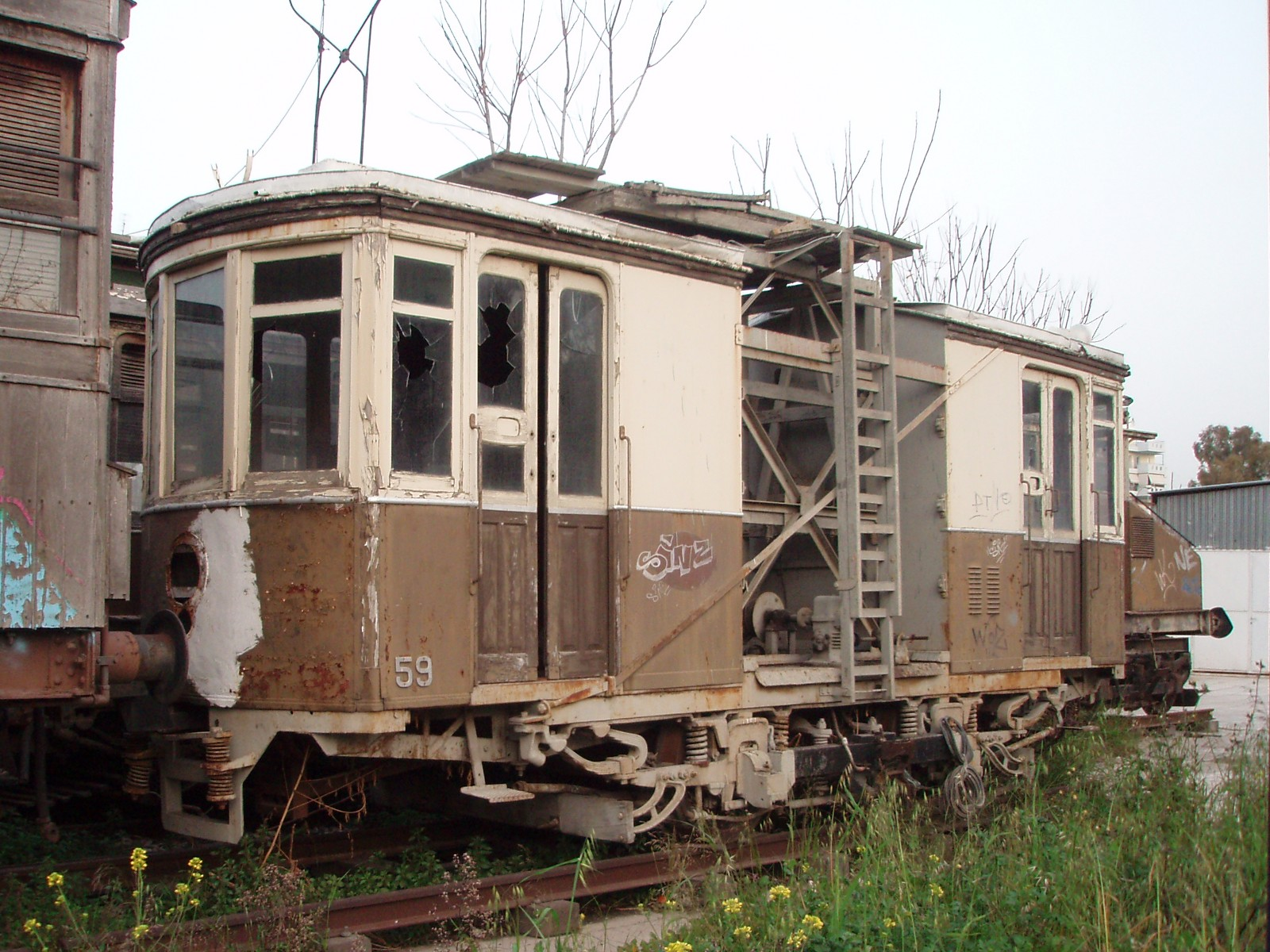
Служебный вагон Пирейского порта
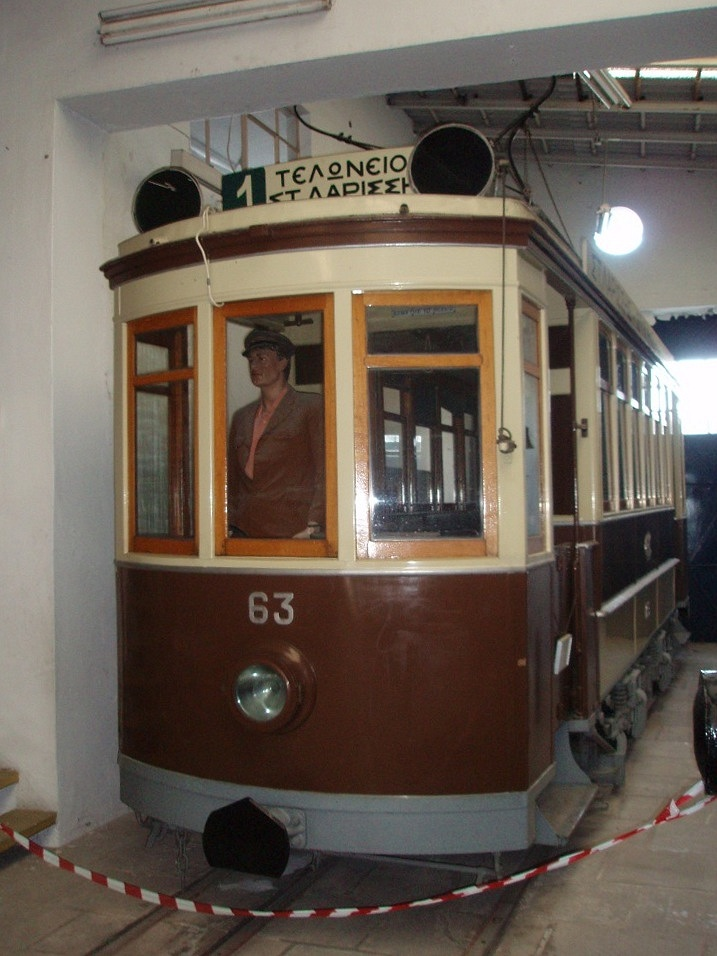
Исторический трамвай Пирея (1935)